# Maurizio Castro
Maurizio Castro (Cavasso Nuovo, 19 settembre 1954) è un politico italiano, senatore de Il Popolo della Libertà.

## Attività politica
Membro della Commissione Lavoro del Senato Castro è stato relatore del discusso ddl Lavoro al Senato insieme a Filippo Saltamartini (PdL). Dopo l'approvazione da parte della Camera (con Governo e maggioranza contrari) dell'emendamento Damiano (Pd) che stabilisce che «Le commissioni di certificazione accertano la effettiva volontà delle parti di devolvere ad arbitri le controversie insorte (e non più «che dovrebbero insorgere») in relazione al rapporto di lavoro». In questo modo, il lavoratore potrà o meno scegliere l'arbitrato solo dopo che la controversia sarà sorta e non all'inizio del suo rapporto di lavoro. 
Castro, attraverso un emendamento duramente criticato da opposizioni e sindacati, corregge il testo riportandolo alla sua forma prima della modifica della Camera stabilendo che: «Le commissioni di certificazione accertano, all'atto della sottoscrizione della clausola compromissoria, la effettiva volontà delle parti di devolvere ad arbitri le eventuali controversie nascenti dal rapporto di lavoro». Inoltre si stabilisce l'allungamento da 60 a 90 giorni dei tempi del ricorso per ogni tipo di situazione, anche «in caso di licenziamento intimato senza la forma scritta». 
Tuttavia parte dell'emendamento dell'opposizione che stabilisce che: «La scelta però non può essere fatta prima della conclusione del periodo di prova (quando il lavoratore si intende 'più debole'), oppure prima del trascorrere di 30 giorni dalla stipula del contratto di lavoro» viene conservato soddisfacendo le preoccupazioni del Capo dello Stato che in un primo momento si era opposto alla firma del provvedimento rimandandolo alle Camere esprimendo perplessità sul tema dell'arbitrato. 
Il 22 aprile 2015 è stato nominato Presidente del Gruppo Quanta.